# Beilschmiedia ugandensis
Beilschmiedia ugandensis är en lagerväxtart som beskrevs av Alfred Barton Rendle. Beilschmiedia ugandensis ingår i släktet Beilschmiedia och familjen lagerväxter. Utöver nominatformen finns också underarten B. u. katangensis.